# Zenta Kopp
Zenta Kopp (München, 29 december 1933) is een atleet uit Duitsland.
Kopp liep tweemaal de 80 meter horden op de Olympische Zomerspelen, in 1956 en 1960. In 1964 werd ze wel geselecteerd voor het Olympisch team, maar kwam ze niet aan de start.
Op de Europese kampioenschappen atletiek 1958 behaalde ze een zilveren medaille.
- Gemeinsame Normdatei: 1077341067
- Virtual International Authority File: 34144648175904488048